# 現代廢墟

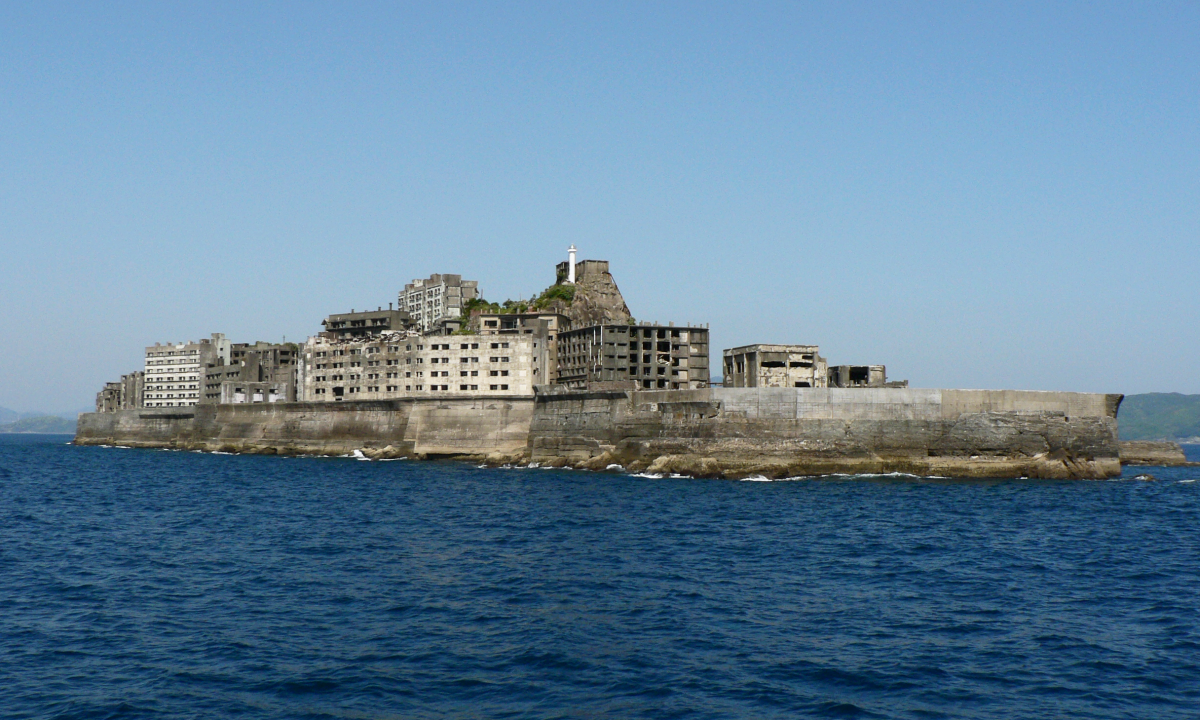
端島

現代廢墟指的是近代建造的建築廢墟，通常是指19世紀以來的建築物。這個術語常用來描述那些已經廢棄或不再向公眾開放的建築，特別是在城市衰退過程中被遺棄的建物。隨著時間的推移，許多關於這些遺址的資料可能已經遺失，因此，對這些現代遺址的探索方法有時與古代遺址的考古學研究相似。
常見的現代廢墟包括遊樂園、穀倉塔、工廠、發電廠、导弹发射井、防空洞、醫院、精神病院、監獄、學校、貧民窟和療養院等。

## 概要
許多觀察者發現廢棄建築物展現出一種獨特的美感，這些場所的衰敗與荒廢往往形成鮮明的視覺對比。一些攝影師專注於紀錄這些場所進行廢墟攝影，這類攝影風格常與拍攝前蘇聯基礎設施的方式類似。雖然某些遺址可能遭受當地居民及觀光客的破壞，例如塗鴉，但亦有一些場所得以相對良好保存。
在日本，廢棄的基礎設施通常被稱為「廢墟」（廃墟），這一術語與城市探索密切相關。其中廢墟在日本特別普遍，這一現象可歸因於多方面因素，包括日本的快速工業化（例如端島）、二戰期間的破壞、1980年代的日本泡沫经济，以及2011年東北地震和海嘯的影響。

## 考古學

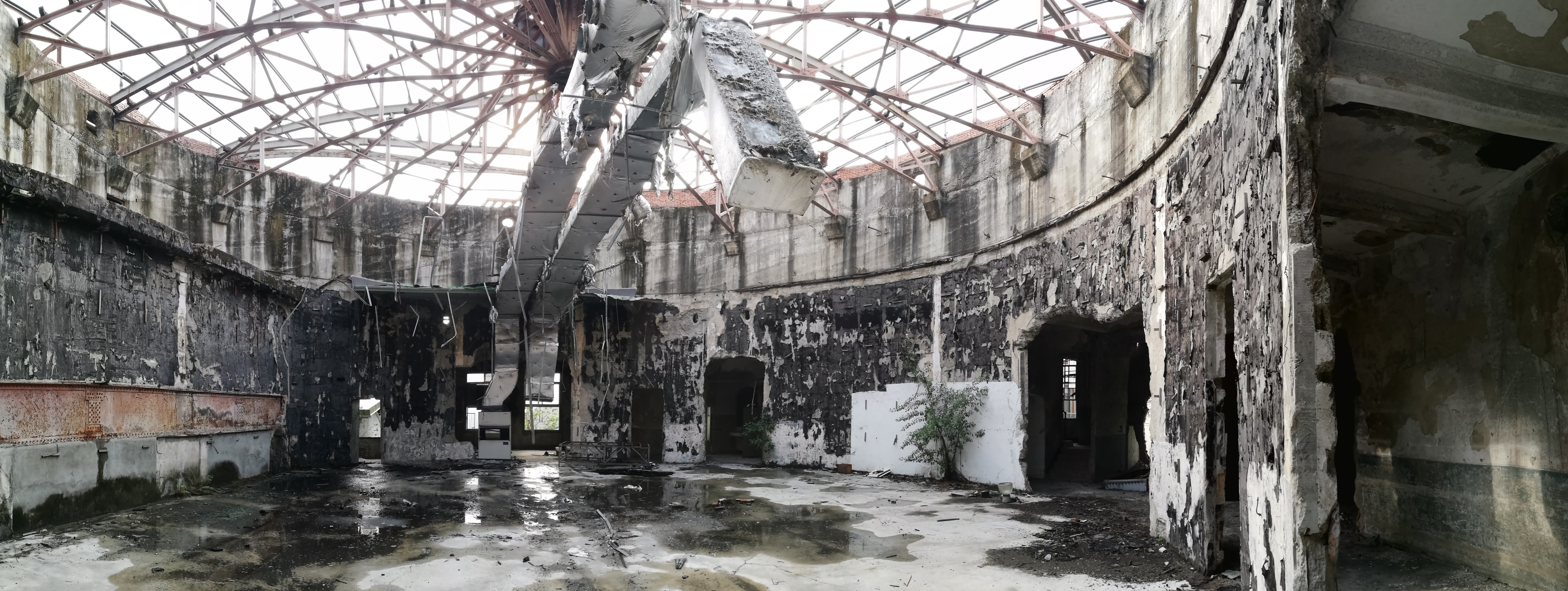
天外天劇場的內部。

現代遺址的考古學研究通常涉及當代考古學、城市考古學和工業考古學等領域。儘管這些研究過程與其他類型的考古學有相似之處，但在探索現代遺址時，考古學家更加重視視覺呈現和具體的方法，例如精確的測量、挖掘和資料的系統保存。攝影在此過程中扮演著重要角色，因為許多文物屬於地面以上物品，攝影成為紀錄和傳播發現資料的有效工具。
現代廢墟被視為是物理結構和材料變遷的象徵，同時也是社會變遷的反映。例如，位於北極高地的前蘇聯採礦小鎮皮拉米登自1998年被廢棄後，成為蘇聯時代的象徵性「鬼鎮」。儘管無人居住，該地的建築和內部設施幾乎保持完好，成為考古學家研究的重要對象及發展旅遊景點。研究者認為，「廢墟」可被視為記憶的載體，提醒人們回顧過去的歷史。
深入理解某些建築物為何被廢棄或停止使用，對於解讀現代遺址中發現的資料至關重要。考古學家會探討這些物品的來源，並分析它們是否與原始使用者有關，或是否在後期被新的居民增加。

## 另見
- 鬼鎮
- 工業考古學（英语：Industrial_archaeology）
- 廢墟攝影
- 爛尾建築
- 都市衰退
- 城市探险

## 外部連結
- Ruin Memories is a collaboration of international archaeologists researching modern ruins
- Modern Day Ruins has a collection of images and information related to this topic.
- Coola.Irrgang presents a collection of images and information related to this topic, with main focus on Modern Day Ruins of military bases, industrial facilities and sanitariums.